# حمام چشام
حمام چشام مربوط به دوره قاجار است و در شهرستان داورزن، مرکز روستای چشام واقع شده و این اثر در تاریخ ۱ آذر ۱۳۸۸ با شمارهٔ ثبت ۱۲۸۱۱۰ به‌عنوان یکی از آثار ملی ایران به ثبت رسیده‌است.